# Macolor
Genre
Macolor est un genre de poissons perciformes de la famille des Lutjanidae (« vivaneaux »).

## Liste des espèces
Selon World Register of Marine Species (6 septembre 2014) et  ITIS (6 septembre 2014) :
- Macolor macularis Fowler, 1931
- Macolor niger (Forsskål, 1775)

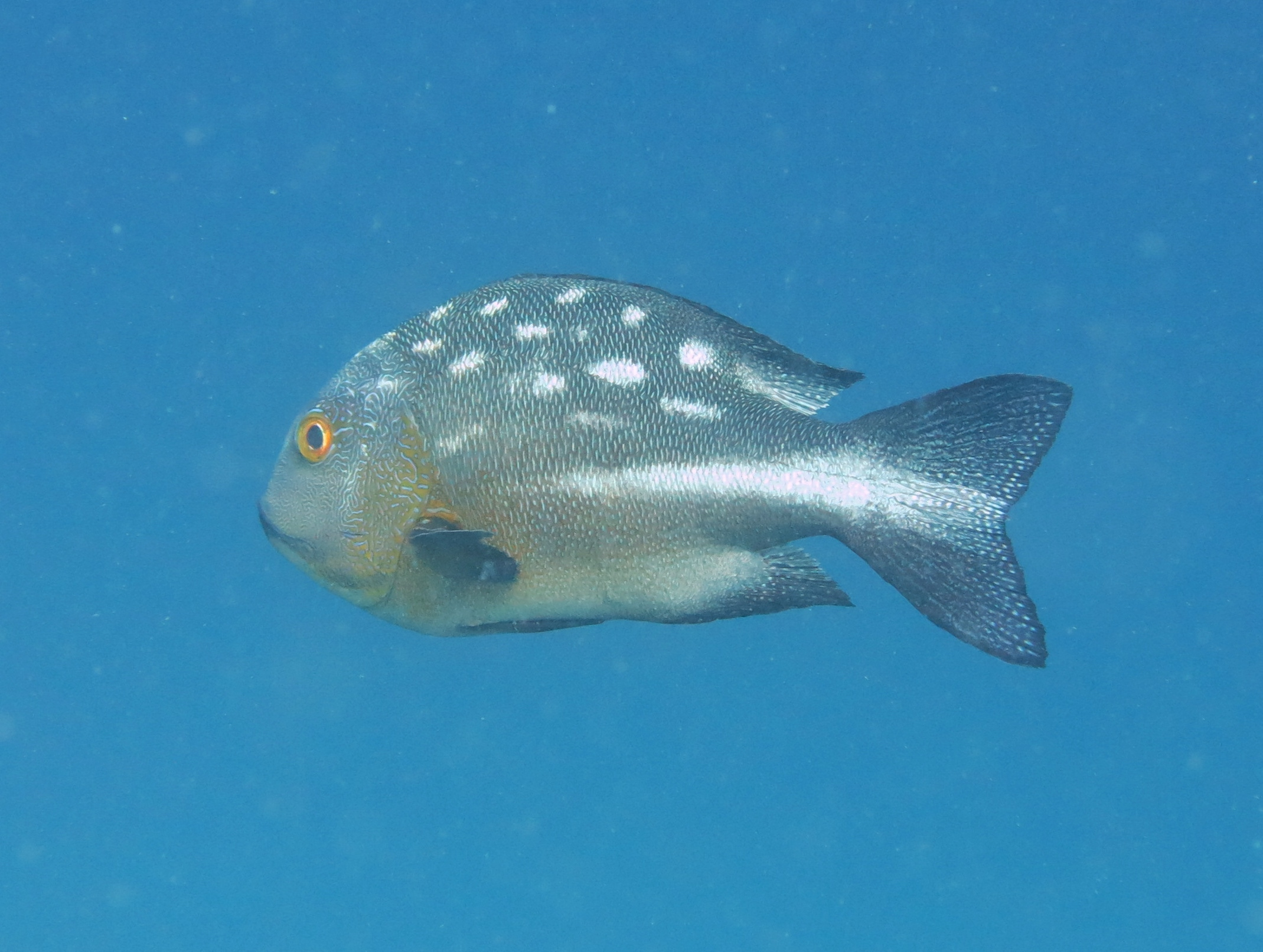
Macolor macularis (juvénile)
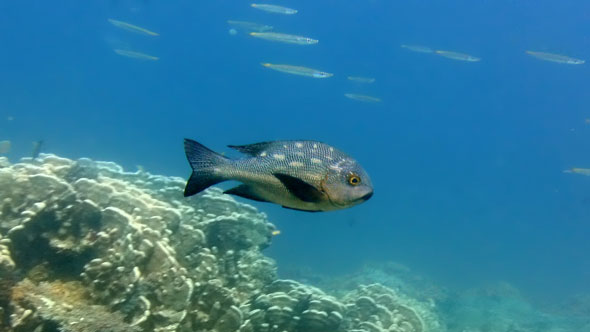
Macolor niger(juvénile)
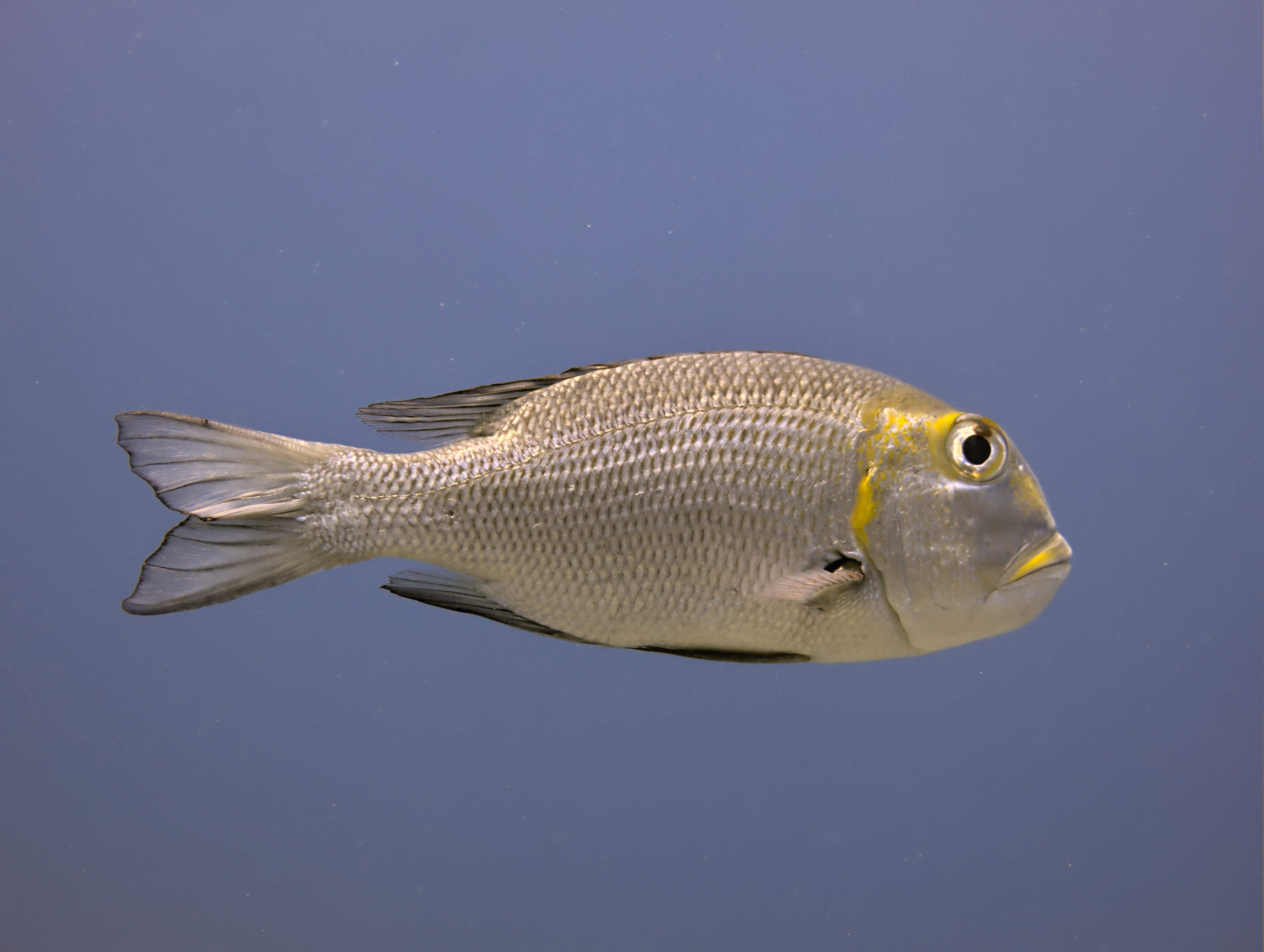
Macolor macularis